# Transportes Aéreos Guatemaltecos
Transportes Aéreos Guatemaltecos ou simplesmente TAG é uma empresa aérea da Guatemala, foi fundada em 1969 na Cidade da Guatemala. É a principal competidora da Aviateca, uma empresa público-privada subsidiária do Grupo TACA.
Atualmente emprega em torno de 70 funcionários e atua com mais frequência no Aeroporto Internacional La Aurora. Embora tenha apenas dois destinos regulares, opera mais de 20 voos dependendo da demanda na Guatemala, Honduras, Belize, El Salvador e México.

## Frota
A frota da TAG é composta de:
- 5 Embraer EMB-110 Bandeirante
- 1 Saab 340
- 1 Sabreliner
- 1 Piper Aztec
- 1 Piper Navajo
- 1 Bell 206
- 1 Eurocopter